# White megye (Illinois)
White megye az Amerikai Egyesült Államokban, azon belül Illinois államban található. Megyeszékhelye és legnagyobb városa Carmi. Lakosainak száma 13 877 fő (2020. április 1.). White megye Edwards, Gallatin, Gibson, Posey, Saline, Hamilton, Wayne és Wabash megyékkel határos.

## Népesség
A megye népességének változása:
| Lakosok száma | 14 638 | 14 613 | 14 584 | 14 549 | 14 327 | 13 877 |
|               | 2010   | 2011   | 2012   | 2013   | 2015   | 2020   |